# 大洞站
大洞站（：／ Daedong yeok */?）副站名又松大學，是大田地鐵1號線沿線的一座地下車站，位於韓國大田廣域市東區大洞，並預計於大田地鐵2號線完工後於此站與1號線交會。

## 車站構造
站體為1面2線島式月台的地下車站，候車月台設有月台幕門，並有8處出口。 

### 月台配置
| 新興 ↑   |
| 下 上 \| |
| ↓ 大田   |

| 月台 | 路線               | 目的地                         |
| ---- | ------------------ | ------------------------------ |
| 上行 | ●大田都市铁道1号线 | 新興、板岩方向                 |
| 下行 | ●大田都市铁道1号线 | 大田、市廳、儒城溫泉、盤石方向 |

## 歷史
- 2006年3月16日：落成啟用。

## 車站周邊
- 樂天瑪特東大田店
- 大田女子高校
- 又松高校
- 又松大學（朝鲜语：우송대학교）
- 又松情報大學（朝鲜语：우송정보대학）

## 相鄰車站
大田廣域市都市鐵道公社
●大田都市铁道1号线
新興（102）－大洞（103）－大田（104）